# Kibuye Football Club
Le Kibuye Football Club est un club rwandais de football basé à Kibuye.

## Histoire
Le club participe à quatre reprises au championnat de première division entre 2006 et 2009. Il réalise sa meilleure performance lors de la saison 2006-2007, où il se classe 6e du championnat, avec un total de 9 victoires, 6 nuls et 11 défaites.